# Смертная казнь в Португалии
Португалия — пионер движения за отмену смертной казни. Смертные приговоры в Португалии не выносились с 1846 года, а в 1867 году смертная казнь за гражданские преступления была официально отменена.

## История

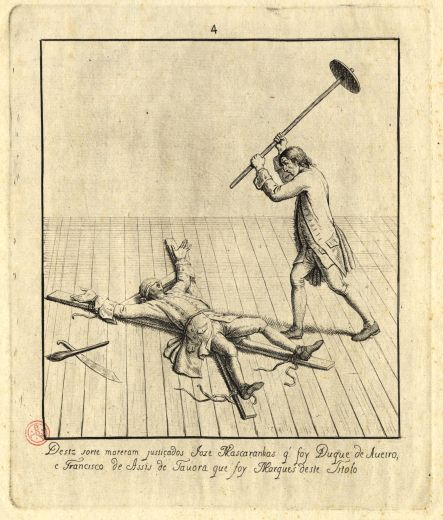
Казнь Франсишку де Ассис де Тавора (иллюстрация 1759 или 1760 года, Национальная библиотека Португалии, Лиссабон)

Португалия первой в мире начала процесс отмены смертной казни, отменяя ее поэтапно — за политические преступления в 1852 году; за все преступления, кроме военных — в 1867 году; и окончательно — в 1911 году. В 1916 году Португалия вступила в Первую мировую войну и смертная казнь за военные преступления была восстановлена. С новой Конституцией 1976 года она была снова отменена для всех видов преступлений.
В Португалии смертный приговор исполнялся через повешение. Последними казнями через повешение были казни Мануэля Пиреша из Вила-да-Руа-Моймента-да-Бейра 8 мая 1845 года и Жозе Марии, известного как Calças, в Кампо-ду-Таболадо, в Чавесе, 19 сентября 1845 года. Последняя казнь в Португалии состоялась в Лагосе 22 апреля 1846 года (был расстрелян Жозе Жоаким, который застрелил служанку своего крёстного отца). Последняя казнь женщины (Луиза ди Жезуш) датируется 1 июля 1772 года.
Казнь солдата Португальского экспедиционного корпуса Жуана Аугушту Феррейра де Алмейда, расстрелянного 16 сентября 1917 года во Франции во время Первой мировой войны, до недавнего времени была плохо задокументирована. В 2017 году (100-летие со дня его казни и 150-летие отмены смертной казни за гражданские преступления в Португалии) он получил «моральную реабилитацию» от Совета министров и президента Республики (как от Верховного главнокомандующего вооруженными силами) — акция была чисто символической и не являлась переоценкой обстоятельств дела, реабилитацией или помилованием.

«Это лишь реабилитация памяти солдата, осуждённого к казни, противоречащей правам человека, а также ценностям и принципам, которые давно укоренились в португальском обществе».
.
В исследовании European Values Study 2008 года (EVS) 51,6 % респондентов в Португалии заявили, что смертная казнь никогда не может быть оправдана, и только 1,5 % заявили, что она всегда может быть оправдана.

## Политика
В настоящее время смертная казнь является запрещённым и незаконным актом согласно пункту 2 статьи 24 Конституции Португалии.
Большинство политических кругов Португалии выступают против идеи повторного введения смертной казни, хотя её поддерживают некоторые члены ультраправой антииммиграционной и националистической политической партии Chega. На референдуме партии Chega 2020 года 44 % проголосовали за введение смертной казни за такие преступления, как терроризм или жестокое обращение с детьми.